# Healphi
Healphi est une start-up française basée à Marseille, qui édite des solutions de télémédecine à destination des collectivités et professionnels de santé.

## Histoire
Healphi est cofondée en juin 2017 par les ingénieurs Arts et Métiers Tarik Mouamenia et Jean-Sébastien Gras. Healphi a obtenu son premier accord de l'Agence régionale de santé Centre – Val de Loire pour faire de la téléconsultation médicale en novembre 2017.
En juillet 2018, la startup lance son premier cabinet de téléconsultation à La Selle sur le Bied (Loiret) et permet la prise en charge de patients en désert médical.
En septembre 2018, la législation sur le remboursement de la télémédecine évolue et permet la prise en charge par l'Assurance maladie des téléconsultations, entre le patient et son médecin traitant.
Une première levée de fonds d’un montant non communiqué est menée en décembre 2018 par Obratori, l'accélérateur de start-up du groupe de cosmétiques L’Occitane en Provence. Cette levée de fonds permet à Healphi d'augmenter ses effectifs et d’ajouter de nouvelles fonctionnalités comme la prise en charge des patients à domicile via des mallettes de téléconsultation
En décembre 2019, la région Auvergne - Rhône - Alpes cofinance le déploiement de cabinets de téléconsultation Healphi au sein de ses déserts médicaux, avec le soutien de l'ARS
En mars 2020, Healphi propose l’accès de son logiciel de téléconsultation aux médecins et infirmiers pour la prise en charge des patients dans le cadre de l’épidémie de COVID-19 et se voit référencée par le ministère de la santé.

## Services
Healphi propose 3 solutions de télémédecine :
- Logiciel de téléconsultation[12], solution SAAS permettant aux médecins de lancer des vidéoconsultations avec leurs patients, avec ou sans l’assistance d’infirmiers.
- Mallette de téléconsultation[13] permettant aux infirmiers d’utiliser des instruments connectés permettant aux médecins d’accéder aux données biométriques du patient.
- Cabinet de téléconsultation en désert médical afin de prendre en charge les populations en manque de médecin[14].